# لا يمكن أن يحدث هنا
لا يمكن أن يحدث هنا (بالإنجليزية: It Can't Happen Here)‏ هي رواية سياسية شبه ساخرة صدرت عام 1935 بقلم الكاتب الأمريكي سنكلير لويس. نشرت أثناء صعود الفاشية في أوروبا، وتصف الرواية صعود برزليوس «باز» ويندريب، وهو سيناتور شعبوي أمريكي ينتخب للرئاسة بعد أن تعهد باجراء اصلاحات اقتصادية واجتماعية جذرية مع تشجيعه للعودة إلى الوطنية والقيم التقليدية. يحكم ويندريب بعد انتخابه السيطرة الكاملة على الحكومة ويفرض الحكم الشمولي بمساعدة قوة شبه عسكرية لا ترحم، على طريقة أدولف هتلر فافن إس إس. ترتكز قصة الرواية على الصحفي دوريموس جيسوب ومعارضته للنظام الجديد والنضال ضده كجزء من تمرد ليبرالي. شدد المراجعون في ذلك الوقت، والنقاد الأدب منذ ذلك الحين، على صلة الرواية مع السياسي من ولاية لويزيانا هيوي لونغ، الذي كان يستعد لخوض انتخابات الرئاسة في انتخابات 1936 عندما تم اغتياله في عام 1935 قبيل نشر الرواية.

## روابط خارجية
- لا يمكن أن يحدث هنا على موقع الموسوعة البريطانية (الإنجليزية)